# Вигилии на смерть короля Карла VII
«Вигилии на смерть короля Карла VII», «Les Vigiles de la mort du roi Charles VII» (полное название: фр. Les Vigiles de la mort du feu Roi Charles VII. à neuf Psaumes et neuf Leçons, contenant la Chronique & les faits advenus durant la vie dudit feu Roi. composées par Marcial de Paris, dit d'Avergne. «Вигилии на смерть короля Карла VII, с девятью псалмами и девятью чтениями из Писания, а также содержащие хронику и события, произошедшие во время жизни вышепомянутого покойного короля, сочинение Марциала Парижского, по прозвищу Овернский») — средневековый иллюминированный манускрипт, известный миниатюрами, изображающими Жанну д'Арк, которые являются одним из наиболее ранних её изображений. Основной текст книги составляет одноименная поэма Марциала Овернского.

## Текст
Кроме 18 богослужебных текстов, относящихся к поминовению скончавшегося в 1461 году короля Карла VII (вигилии — это тексты для всенощного бодрствования над телом усопшего), книга содержит хронику, которая представляет собой длинную поэму авторства Марциала Овернского, рассказывающую о драматических событиях Столетней войны и идеализирующую дипломатический успех и военных командиров в Гиени и Нормандии. Поэма также идеализирует подвиги Жанны д'Арк и относится к кругу ранних источников о ней.  Сочинение было написано Марциалом в период 1477—1483 гг.

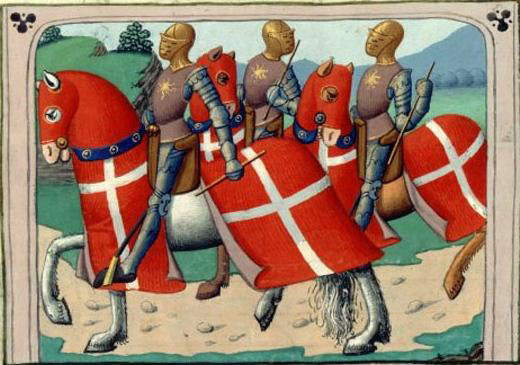
Дюнуа, Брезе и Жак Кёр во время военной компании в Гиени.

Манускрипт, возможно был написан для обучения вступившего на престол в 1483 году юного короля Карла VIII, внука Карла VII.

### Издания
Первое печатное издание хроники появилось в 1493 году.
- Paris, 1490, 1493, in-fol.; 1505, 1528, in-8

Текст поэтической хроники Марциала был издан отдельно:
- d'Auvergne, Martial. "Vigiles du roi Charles VIL" In Poésies Martial d' Auvergne, 2 vols. (Paris: Urbain Coustelier, 1724).